# Blåstrupig safir
Blåstrupig safir (Chlorestes eliciae) är en fågel i familjen kolibrier. Den förekommer huvudsakligen i Centralamerika men också in i nordvästra Colombia. Arten minskar i antal men beståndet anses vara livskraftigt.

## Utseende
Blåstrupig safir är en rätt liten kolibri med lysande röd näbb och guldgrön stjärt (som dock ofta verkar gråaktig). Hanen har blålila strupe, medan honan har violetta fläckar.

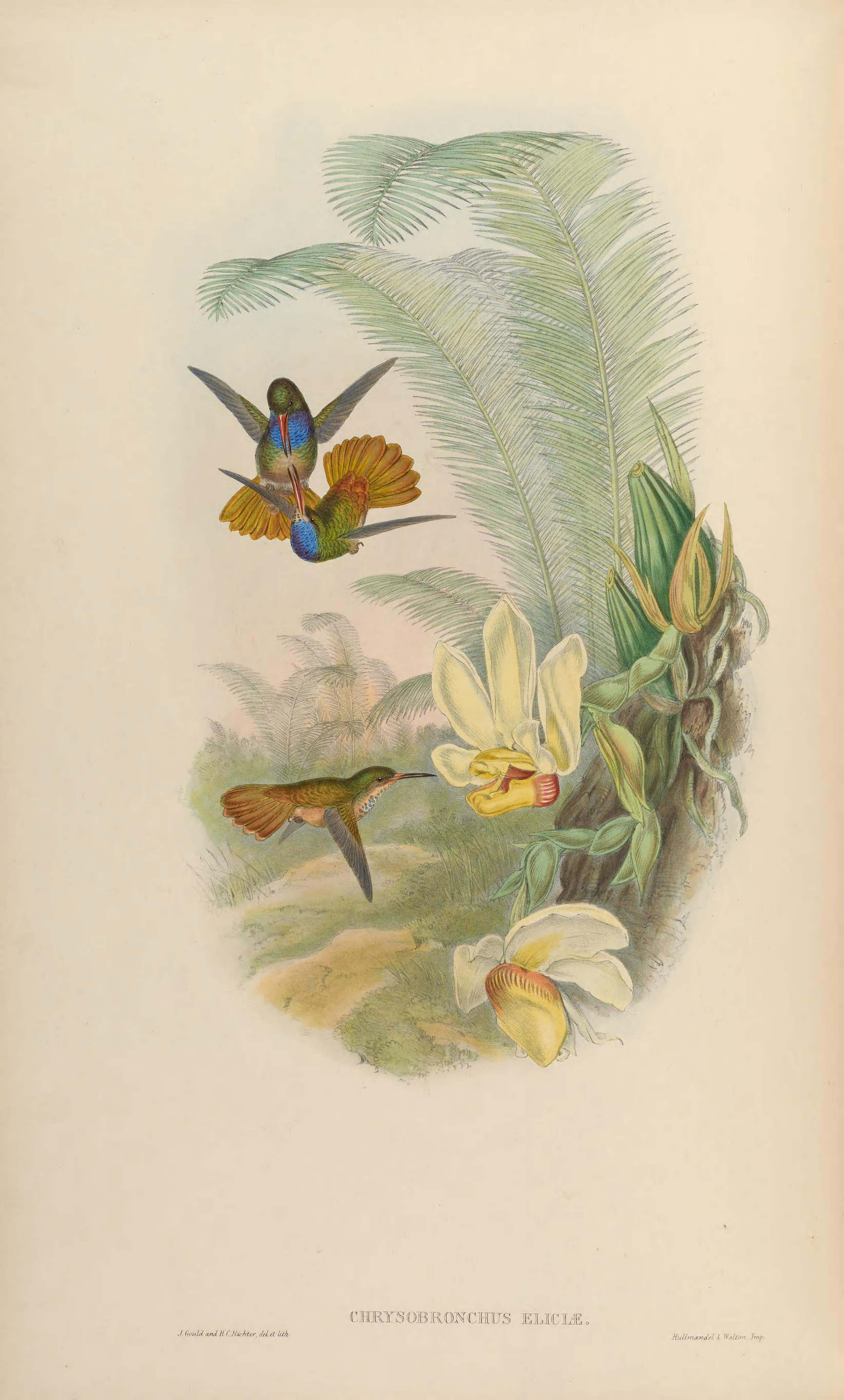

## Utbredning och systematik
Blåstrupig safir förekommer huvudsakligen i Centralamerika. Den delas in i två underarter med följande utbredning:
- Chlorestes eliciae eliciae – förekommer i låglandet från sydöstra Mexiko och Belize till södra Costa Rica
- Chlorestes eliciae earina – förekommer i västra Panama, på ön Coiba, på öar i Panamaviken samt i nordvästra Colombia

### Släktestillhörighet
Blåstrupig safir placeras traditionellt i släktet Hylocharis, men genetiska studier visar att arterna i släktet inte står varandra närmast. Blåstrupig safir har därför flyttats till Chlorestes.

## Levnadssätt
Blåstrupig safir är en ovanlig och lokalt förekommande fågel i tropiska låglänta områden och förberg. Där ses den fuktiga skogsbryn, plantage och skogslandskap. Den både sitter och födosöker huvudsakligen i medelhögt till högt i undervegetationen och kanter.

## Status och hot
Arten har ett stort utbredningsområde, men tros minska i antal, dock inte tillräckligt kraftigt för att den ska betraktas som hotad. Internationella naturvårdsunionen IUCN listar arten som livskraftig (LC). Beståndet uppskattas till i storleksordningen 50 000 till en halv miljon vuxna individer.

## Namn
Jules Bourcier och Étienne Mulsant som beskrev arten 1846 dedikerar den till en viss Elicia Alain, därav det vetenskapliga artnamnet eliciae.